# リジェ・オートモーティブ
リジェ・オートモーティブ（Ligier Automotive）は、フランスのレーシングカーコンストラクターである。
前身のオンローク・オートモーティブは、2012年にジャック・ニコレによって自身のレーシングチームである、オーク・レーシングのレースカーの設計・製造・販売部門を独立会社として分社化する形で設立された。オンロークはギ・リジェと合意を結んで、オンローク製の新しい開発車両の車名にリジェ（Ligier）の冠号を付けるようにした。
2018年12月、親会社エバースピードのブランド変更と再編成の一環として、名称をリジェ・オートモーティブに変更されることが発表された。

## 歴史
前身のオンローク・オートモーティブのルーツは、2007年にペスカロロ・スポールが設計したル・マン・プロトタイプのペスカロロ・01の製造継続とオーク・レーシングとの共同開発をするという内容で、2009年12月にペスカロロ・スポールの製造部門をオーク・レーシングが引き継ぐ合意をした時点まで遡る。オーク・レーシングは当時「ソルニエ・レーシング」というチーム名であったが、2008年にペスカロロ製レースカーの顧客となり、ル・マン・シリーズに2台のレースカーを参戦させた。ペスカロロ・スポールが管財人による管理下に置かれた時、オーク・レーシングが結局唯一の開発会社となり、そのレースカーは「 オーク・ペスカロロ (OAK-Pescarolo) 」の名で販売活動が行われた。
2012年に、新しく発効されるル・マン・プロトタイプのレギュレーションに合わせる為に、各チームは既存のレースカーを新設計の車に交換するか、レギュレーションに適合させた改良をチームが所有する車に施すか、いずれかの対応を求められることになった。オンロークは、既存のペスカロロのシャーシに新設計の開発を加えた車を作り、新レギュレーションに適合した車を求める他チームに車を販売するために設立された。オンロークはモーガンと提携を結び、LMP1カーには「 オーク・ペスカロロ 」の名前を保持しながら、新設計の異なるLMP2カーにモーガンの冠名を付け、「モーガン・LMP2」としてブランド化した。
2013年中に、オンロークは、グループCN用のプロトタイプレーシングカーのリジェ・JS 53の進化版の開発と販売を援助する提携をギ・リジェと結び、2014年にリジェ・JS 55の名で知られる運転席がクローズド・タイプの発展型を設計した。
この提携の合意は、2014年初頭にオンロークが全面的に設計、製造した新しいLMP2カーの命名権にも拡大されて適用され、その車両は「リジェ・JS P2」と名付けられた。オンロークとリジェはJS P2に続き、2015年にヨーロピアン・ル・マン・シリーズに新設されたLMP3クラス用の新シャシー 「リジェ・JS P3」を開発した。
2016年10月、オンロークはアメリカの、クロフォード・コンポジットのモータースポーツ部門を買収した。これにより、ノースカロライナ州デンバーのクロフォード社が、北米でのリジェ・LMP2、DPi、LMP3、CNの活動の為のオンロークの米国工場として機能する。またクロフォードの既存のF4アメリカ選手権へのF4シャーシの供給も継続した。
2017年、オンロークは国際自動車連盟（FIA）、フランス西部自動車クラブ（ACO）の2017年新規定でLMP2メーカー4社のうちの1社に選ばれた。新規格の変更に備えて2016年に考案され、全く新しいシャーシをゼロから構築し、リジェ・JS P2の車のメカニズムの改善に重点を置いた、リジェ・JS P217を発表した。また国際モータースポーツ協会（IMSA）のユナイテッド・スポーツカー選手権用に作成されたDPi規定では日産とジョイントし、日産 DPiを製作した。
2018年、フォーミュラ・リージョナル規格のフォーミュラカーで、フォーミュラ・リージョナル・アメリカズ選手権向けに、リジェ・JS F3を発表。また親会社の自動車資産のブランド変更と再編成の一環として、社名をリジェ・オートモーティブに変更。
2019年、2020年から導入される新たなLMP3規則に基づいて開発されたニューモデル、リジェ・JS P320を公開した。
2020年にはプジョーと提携し、プジョーが2022年よりFIA 世界耐久選手権（WEC）のLMHクラスに投入するプジョー・9X8の空力開発パートナーを務めている。また2022年にはランボルギーニとの提携を発表し、2024年よりWEC及びウェザーテック・スポーツカー選手権に参戦するLMDhマシン、ランボルギーニ・SC63を共同開発している。

## 製造モデル
- オーク・ペスカロロ・01 （2010年）
- モーガン・LMP2 （2012年）
- リジェ・JS 53 Evo （2013年）
- リジェ・JS 55 （2014年）
- リジェ・JS P2 （2014年）
- モーガン・LMP2 Evo （2015年）
- リジェ・JS P3（英語版）（2015年）
- リジェ・JS P217 （2017年）
- 日産 DPi　(2017年)
- リジェ・JS F3（2018年）
- リジェ・JS P320（2019年）
- ランボルギーニ・SC63 （2024年）

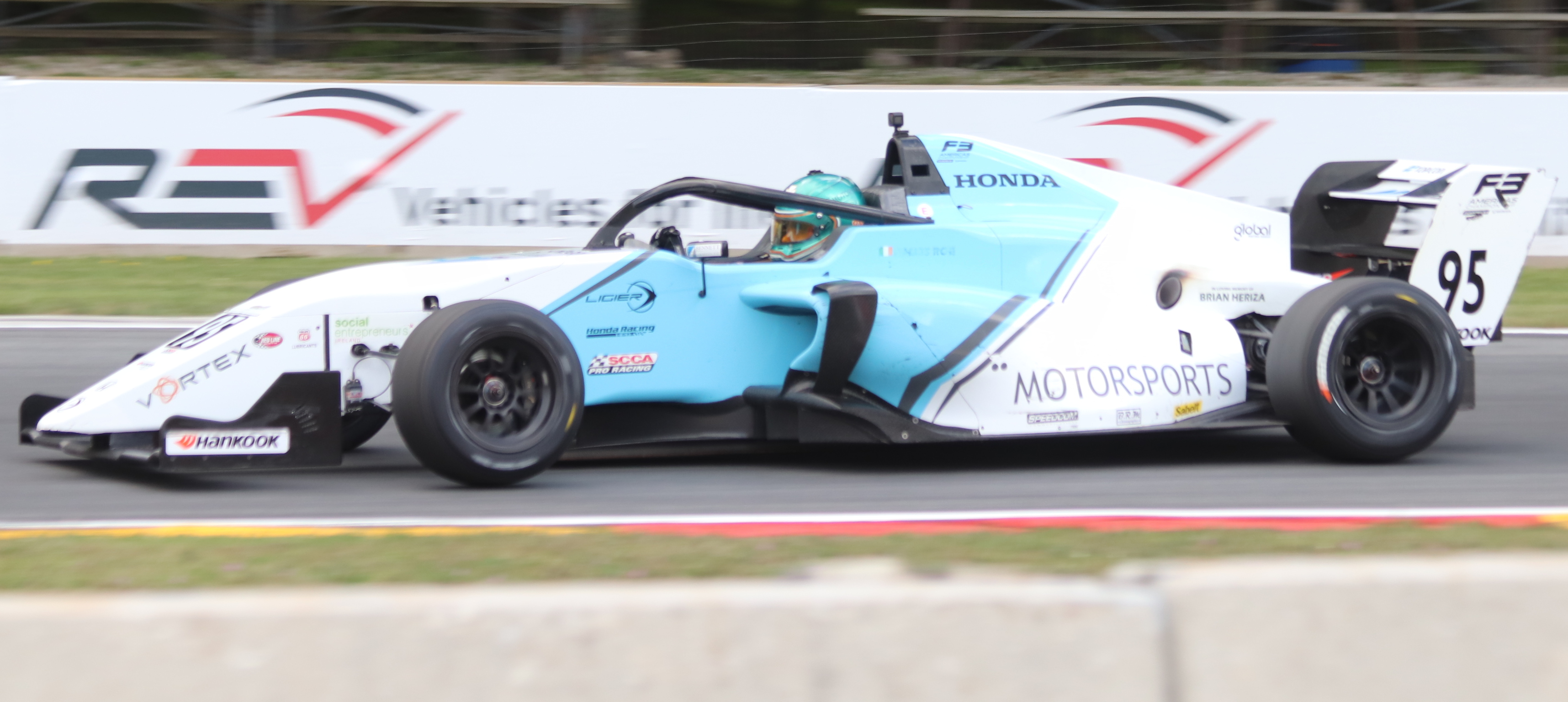
リジェ・JS F3（2019年）
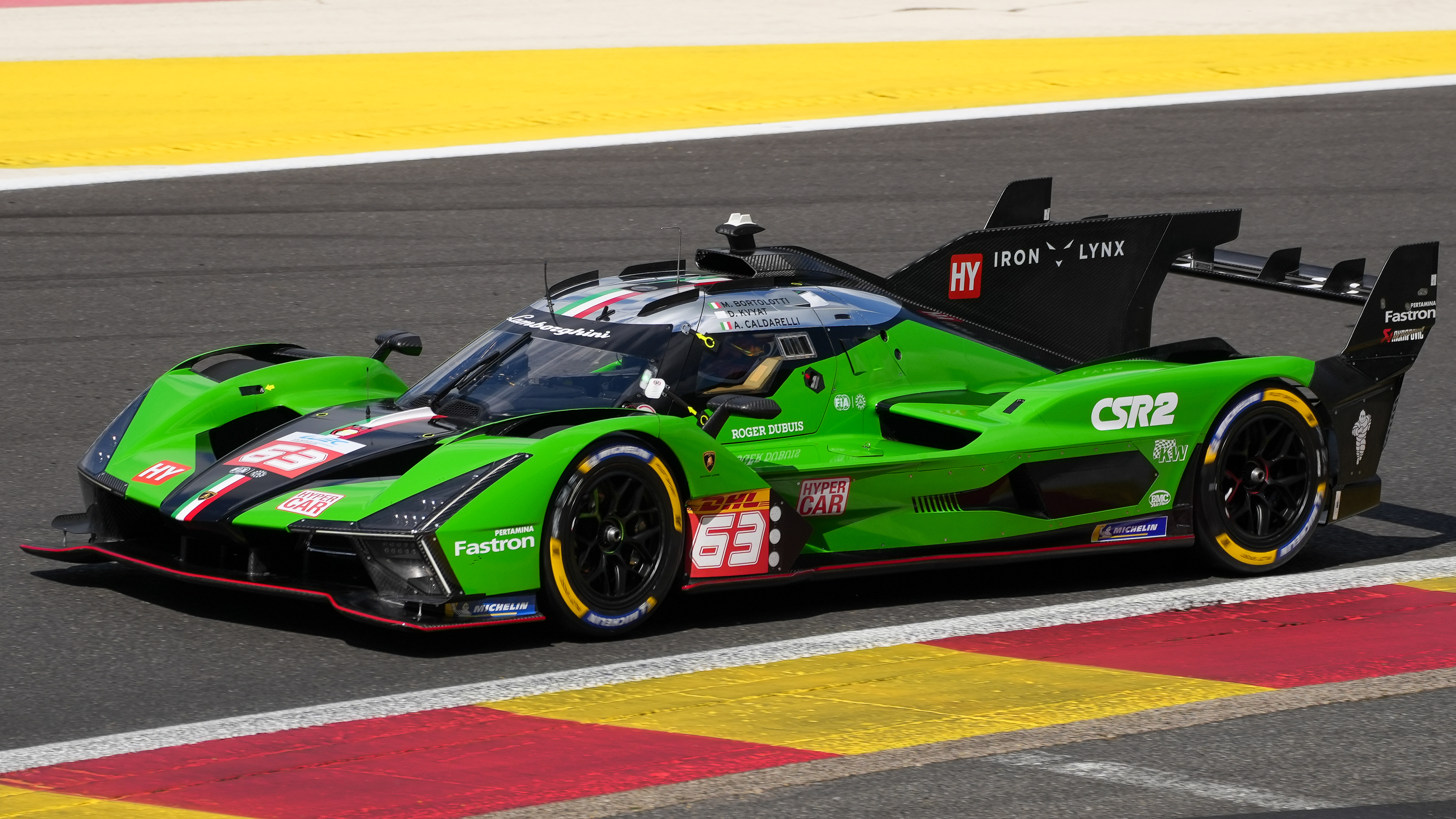
ランボルギーニ・SC63（2024年）